# أسرة فلف الأكبر
أسرة فلف الأكبر هي سلالة فرنجية نبيلة حاكمة أوروبية موثقة منذ القرن التاسع، كانت ترتبط ارتباطاً وثيقاً بـ سلالة الكارولنجية، وهي تتألف من فرعين برغونة وشوابيا، إلا أنه من غير الواضح ارتباط بين هذه السلالتين؛ فربما يكون اشتراكهما في نفس الاسم نتاج الصدفة فقط، انقرضت أفراد الأسرة من خط الذكور مع وفاة فلف دوق كارينثيا في 1055، وتزوجت شقيقته كونيغوند من أحد أفراد أسرة إستي الإيطالية وبالتالي تعتبر سلف أسرة فلف (الأصغر) جذورها ممتدة حتى يومنا هذا.

## الأصول
وفقاً للتقاليد العائلة، يتم إرجاع أصول فلف إلى الأمير سكيري إديكو (المتوفي.469) وابنه أودواكر ملك إيطاليا منذ 476، هما من أقرباء الملك أتيلا الهوني، ومع ذلك قد يكون أقرب جد معروف النبيل الفرنجي هو روثارد (المتوفي. قبل 790)؛ أصبح كونت في أرغنغاو ومسؤول الملك الكارولنجي بيبن القصير في منطقة ألامانيا، ومع ذلك لم يتم تحديد أصل فلف بشكل قطعي.

## فرع البرغونة
هو فرع الأكبر بين فرعين، يرجع نسله إلى أقرب شخص معروف هو فلف أول كونت آلتدورف ذكر في 819 على أنه والد الإمبراطورة جوديث، رافقها أخواتها كونراد ورودولف معها إلى بلاط زوجها الإمبراطور لويس التقي، بحيث كانوا طامحون في مناصب وراثية، لاحقاً شقيقتها الصغرى هيما ستصبح أيضا زوجة ربيبها لودفيغ الألماني.
كان لكونراد أثنين من الأبناء:كونراد الثاني، وهيو الذي أصبح رئيس دير سان جيرمان دي أوكسار، وربما من المحتمل ابن ثالث فلف الأول هو مؤسس فرع شوابيا.
كونراد الثاني خلف والده باعتباره كونت باريس، وأيضا استطاع استعادة أراضي عمه أوتكاريوس في مقاطعة برغونة، وخْلَفَ ابن وحيد رودولف الذي تولى لاحقاً التاج الملكي البرغونة في دير سان موريس، وفي 888 استطاع تأكيد استقلاله بعد انتصاره على الإمبراطور أرنولف الذي اعترف به في السابق، وخلفه ابنه رودولف الثاني والذي قام بتوسيع المملكة لتضم الجزء الغربي الفرنسي فرانش-كونته وسافوي ودوفيني وأيضا بروفنس، وأراضي ما بين الراين وجبال الألب، كانت معروفة بـ مملكة برغونة، حاول مرتين غزو إيطاليا بحيث استطاع الحكم هناك لمدة ثلاثة سنوات.
ابنه وخليفته كونراد الثالث حكم لمدة ستة وخمسين سنة منذ 937 حتى 993، وتمتع بالصداقة مع الأباطرة آل ساكسون أوتو الأول بسبب زواجه من شقيقته أديلايد التي أصبحت والدة أوتو الثاني وجدة أوتو الثالث، كان خليفته رودولف الثالث آخر فرد من الأسرة فمع وفاته في 1032 دون ورثة، انتقلت سيادة المملكة إلى زوج أحد بنات شقيقته الذي ادعى ميراث كجزء من إرث الإمبراطور السابق هاينريش الثاني.

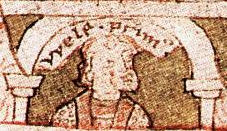
فلف، كونت ألتدروف (819)
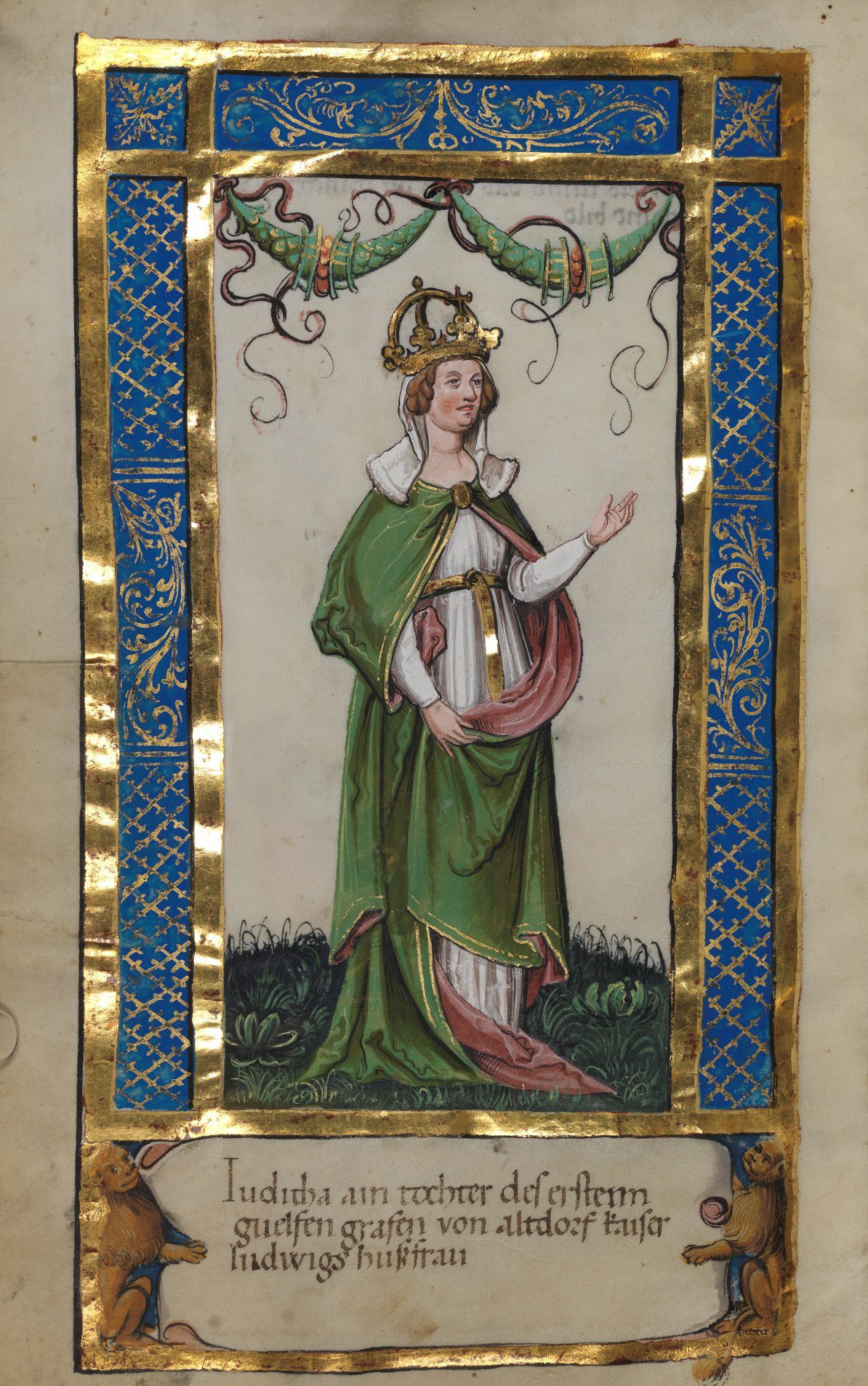
الإمبراطورة جوديث (* 795 † 843)؛ ابنة فلف، وزوجة الإمبراطور لويس التقي.
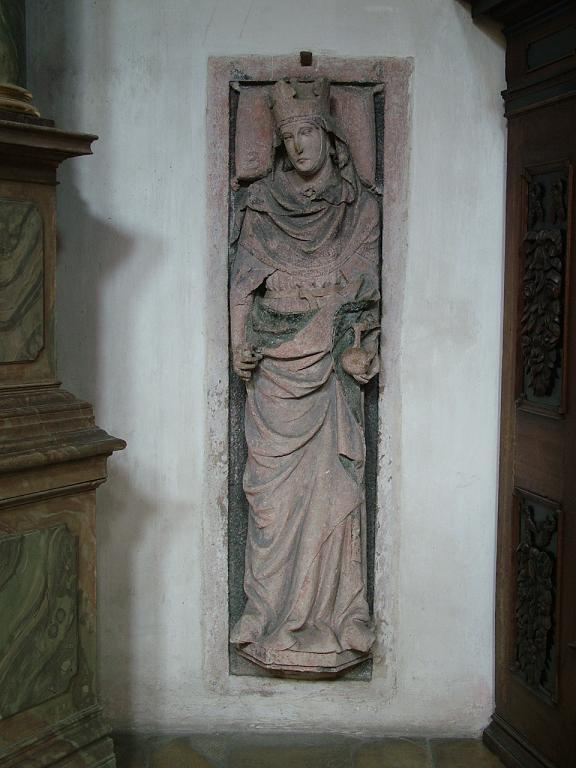
الملكة هيما (* 808 † 876)؛ ابنة فلف ، وزوجة الملك لودفيغ الألماني.
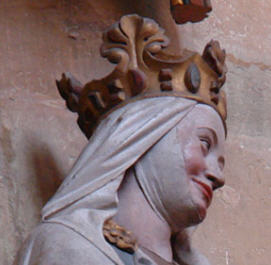
الإمبراطورة أديلايد (* 931 † 999)، ابنة رودولف الثاني ملك برغونة، وزوجة الإمبراطور أوتو الأول

### أعضاء البارزون من الفرع
- فلف، كونت ألتدروف.
- الإمبراطورة جوديث.
- الملكة هيما.
- رودولف الأول، ملك برغونة.
- رودولف الثاني، ملك برغونة.
- كونراد الأول، ملك برغونة.
- جيزيلا البرغونية، دوقة بافاريا القرينة.
- الإمبراطورة أديلايد.
- رودولف الثالث، ملك برغونة.

## فرع شوابيا
أقرب فرد معروف في هذا الفرع هو فلف الأول كونت في شوابيا، ذكر لأول مرة في 842، فمن المحتمل هو ابن كونراد ابن فلف، وبذلك يعتبر من سلف فرع البرغونة، تعتبر هذه العلاقة المحتملة لأن كل من كونراد وفلف الأول اعتبروا كونتات لينزغاو وألبغاو، ومع ذلك العلاقة بين فلف الأول وأصلاب هذا الفرع اللاحقون تكمن على مجرد تخمينات أيضا (فلف، دوق كارينثيا، وأقاربه الذين كانوا كونتات ألتدورف).
انقرض هذا الفرع ومعه الأسرة من خط الذكور مع وفاة فلف، دوق كارينثيا دون وريث في 1055، وبذلك ورث ابن شقيقته الإيطالي من أسرة إستي ممتلكات هذا الفرع، بحيث أصبح يعرف بـ أسرة فلف (الأصغر).

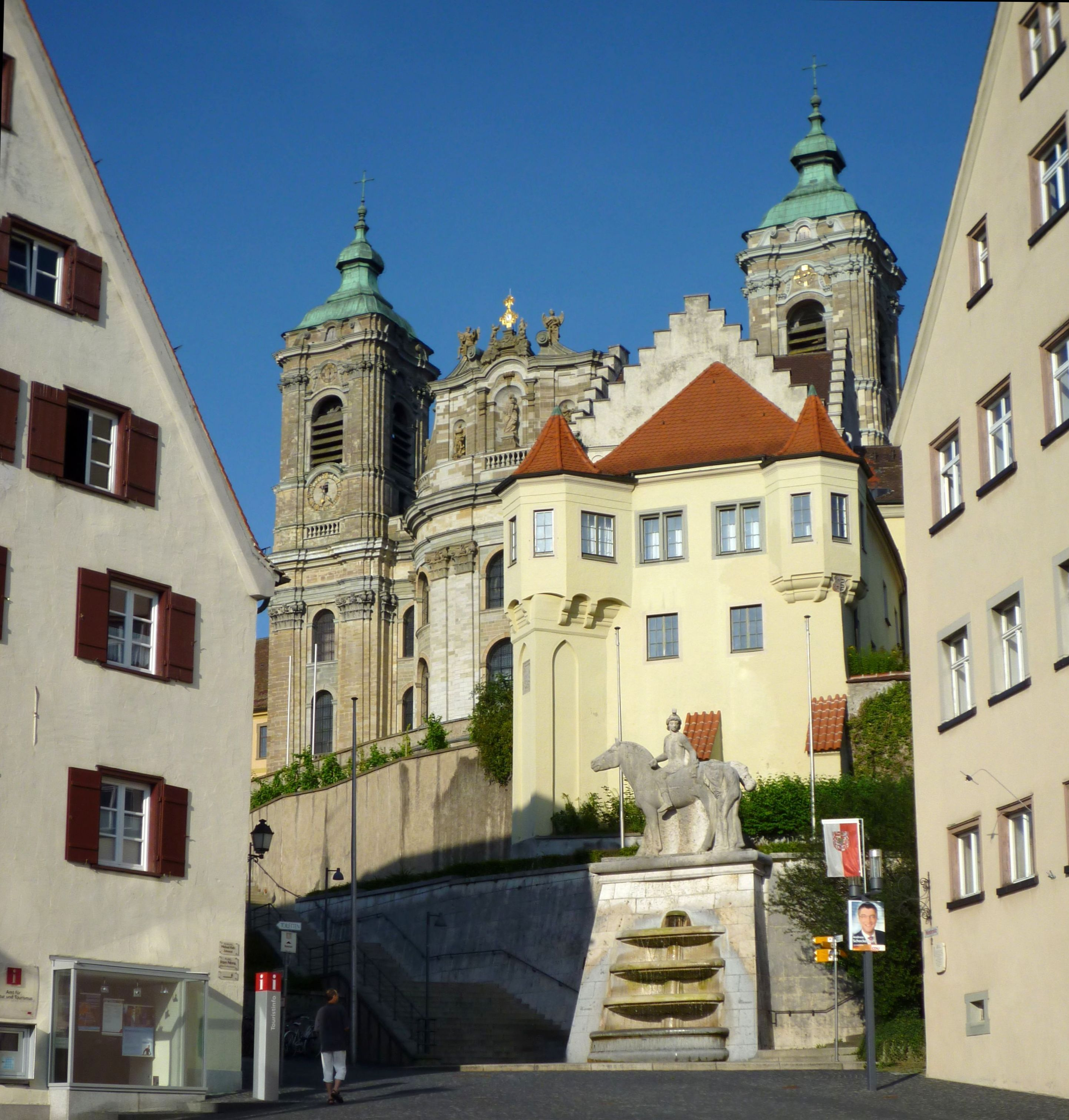
ألتدروف (لاحقاً دير فينغرتين)، شوابيا
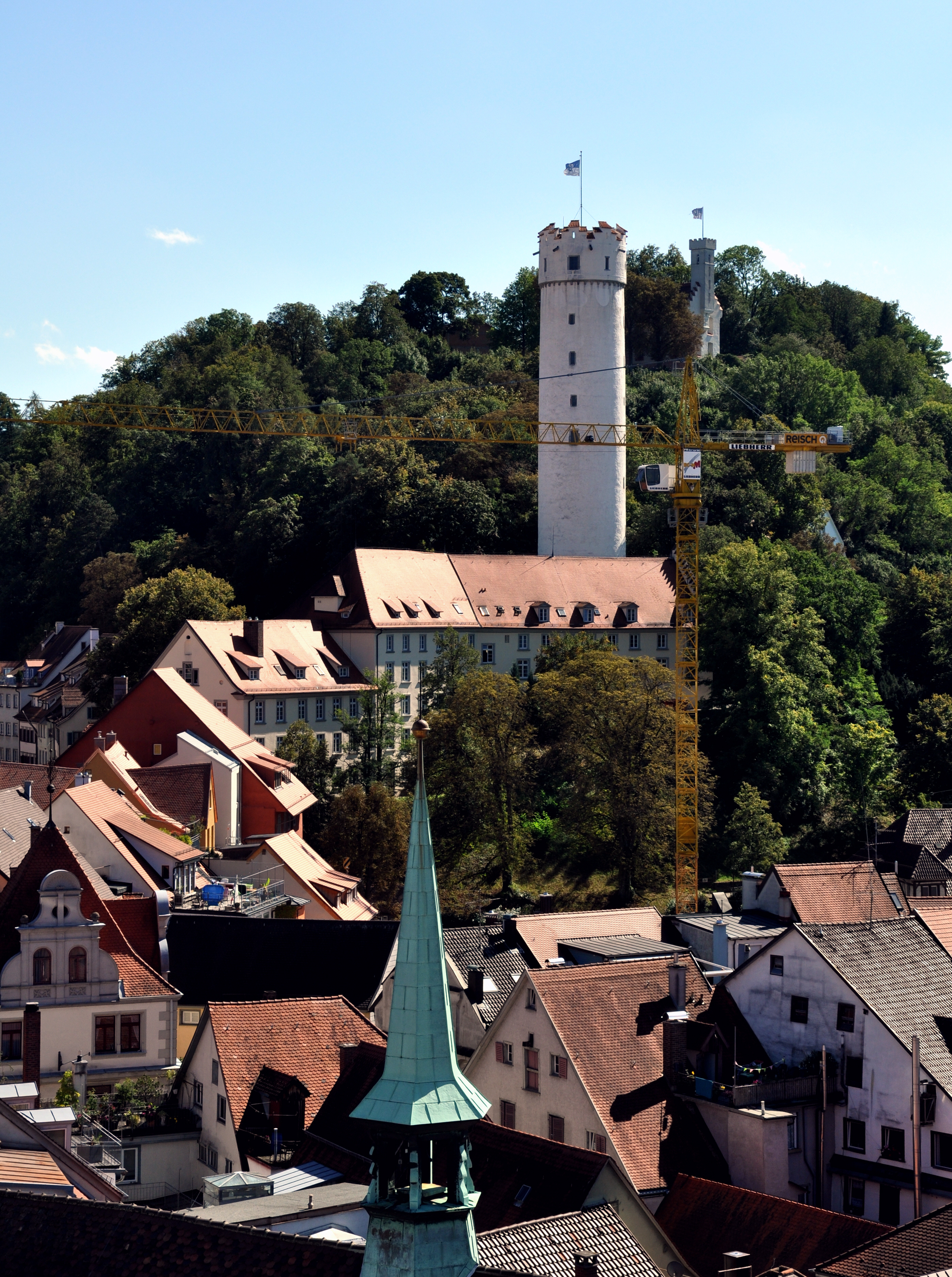
قلعة رافنسبورغ، شوابيا
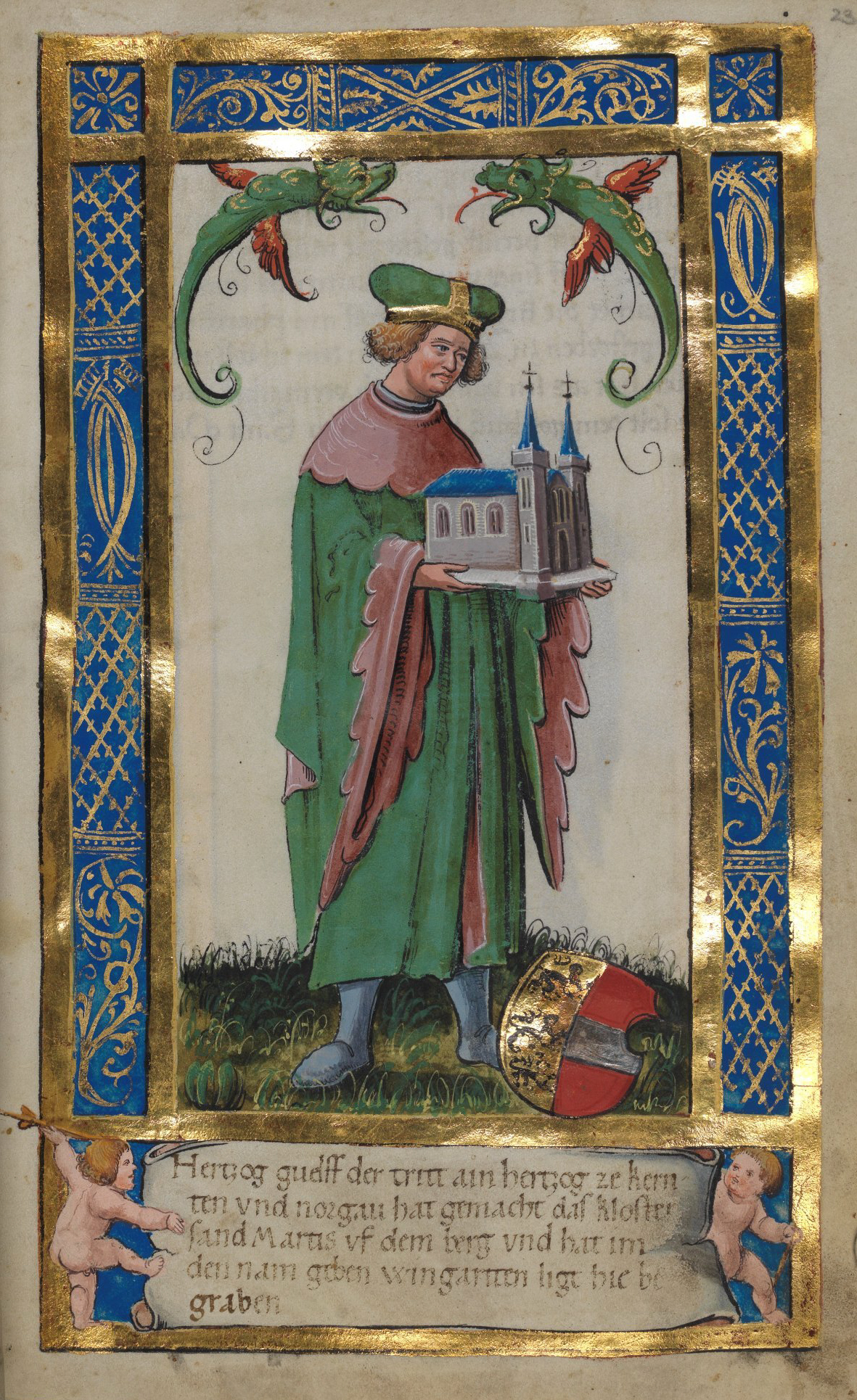
فلف الثالث، دوق كارينثيا وفيرونا، آخر شخص من الأسرة
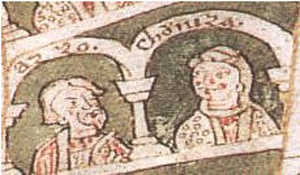
كونيغوند الألتدورفي، شقيقة فلف الثالث، زوجة ألبرتو أزو الثاني، مارغريف ميلانو

### أعضاء البارزون من الفرع
- فلف الأول.
- القديس كونراد من كونستانس.
- فلف، دوق كارينثيا.
- كونيغوند، مارغرافين ميلانو.